# Nicolai Sylvest

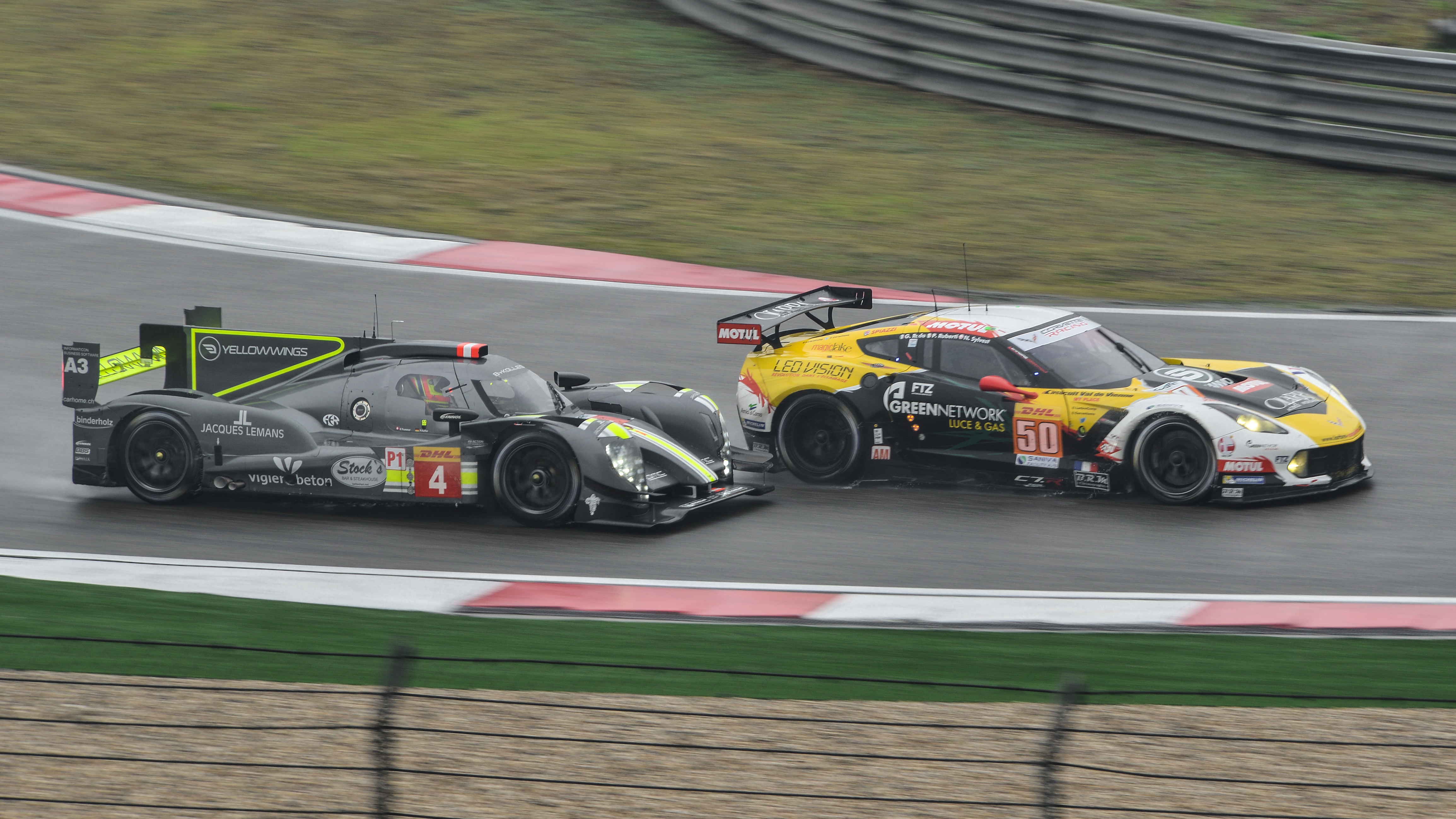
Der von Nicolai Sylvest beim 6-Stunden-Rennen von Shanghai 2015 gefahrene Chevrolet Corvette C7.R (links)

Nicolai Sylvest (* 23. Juni 1997) ist ein dänischer Automobilrennfahrer.

## Karriere

### Kart- und Formelsport
Nicolai Sylvest begann seine Fahrerkarriere im Kartsport und fuhr von 2009 bis 2011 in verschiedenen Wettbewerben. Seine beste Kart-Gesamtwertung erreichte er 2011 mit dem dritten Platz in der KF3-Wertung der WSK Master Series.
Von 2012 bis 2014 startete er in Formel-Rennserien. In seiner ersten Saison 2012 trat er in verschiedenen nationalen und internationalen Formel-Ford-Serien an. In der Formel Ford Dänemark gewann er die Meisterschaft. In der Formel Ford NEZ sicherte er sich den Vize-Meistertitel. 2013 und 2014 ging er im ATS Formel-3-Cup an den Start und erzielte 2014 mit dem sechsten Rang sein bestes Gesamtergebnis in der Rennserie.

### GT-Motorsport
Mit der Saison 2015 stieg Sylvest in den GT-Motorsport ein. Für das Team Larbre Compétition fuhr er 2015 mit einer Chevrolet Corvette C7.R zwei Rennen in der LMGTE Am-Wertung der FIA-Langstrecken-Weltmeisterschaft (WEC). In der LMGTE Am-Gesamtwertung erreichte er den 17. Rang. Parallel trat er für Rowe Racing mit einem Mercedes-Benz SLS AMG GT3 im GT3 Pro Cup der Blancpain Endurance Series an und wurde 27. in der Gesamtwertung.
Von 2016 bis 2020 startete er in der ADAC GT Masters. Die ersten drei Jahre fuhr er für das Team Zakspeed einen Mercedes-AMG GT3. 2019 und 2020 ging er für MRS GT-Racing mit einem BMW M6 GT3 an den Start. Sein bestes Gesamtergebnis in der Rennserie, einen 14. Platz, erreichte er 2019 zusammen mit Jens Klingmann.
2016 trat er mit einem Ford Mustang in der Dänischen Thundersport Meisterschaft an und wurde 20. im Gesamtklassement.
Sylvest bestritt 2016 mit einem Aston Martin Vantage GT3 drei Langstreckenrennen in der A6-Wertung der 24H Series und erreichte den 21. Gesamtplatz.

### Tourenwagensport
Seit 2020 tritt Nicolai Sylvest in Tourenwagenrennen an. Von 2020 bis 2022 startete er in der TCR Dänemark und wurde 2020 auf einem VW Golf GTI TCR und 2022 mit einem Cupra Leon Competición TCR Dritter in der Gesamtwertung.